# Fan rice

Fan rice del grupo surcoreano EXO.

Fan rice (en hangul, 쌀기부; romanización revisada, ssal gibu), son generalmente varias bolsas de arroz decoradas con cintas y fotos. Comúnmente los fanáticos de K-pop se los obsequian a sus artistas favoritos. La cantidad de arroz obsequiado puede variar entre algunos kilogramos y varias toneladas. Usualmente, el arroz es donado para obras de caridad elegida por los ídolos.

## Historia
La primera vez que un fanático donó el arroz fue en un concierto de Shin Hye-sung el 11 de agosto de 2007. La tendencia inició a finales de la década de 2000 cuando los fanáticos comenzaron a enviar comida a sus artistas musicales favoritos y se expandió en 2011. Hoy en día, hay empresas dedicadas a la donación de arroz de fanáticos en Corea del Sur.

## Características
Como se dijo anteriormente, los fanáticos compran bolsas de arroz y las donan a sus artistas favoritos. Antes de que aparecieran las coronas de arroz, los fanes solían enviar ramos de flores. El arroz se clasifica en bolsas de 20kg, organizadas en «torres» por empresas dedicadas que compran el arroz a los agricultores locales y lo transportan a los lugares de acuerdo con las órdenes de los clubes de admiradores. Los fanáticos a menudo escriben mensajes especiales o personales en las bolsas o les adjuntan fotos. Donar arroz indica que los fanáticos asumen una mayor responsabilidad social además de mostrar su respeto y apoyo a los artistas. El envío de estas bolsas también apareció en Japón, como parte de la ola coreana.

## Grandes donaciones
A partir de 2013, el récord del arroz donado fue hecho por los fanáticos de 2PM, donde fanes de distintos países donaron 28 088 toneladas de arroz para su concierto final, What Time Is It.
Para el concierto de Rain, The Best Show Tour, su club de fanes coreano «Cloud Korea» donaron 3 61 toneladas de arroz a los más necesitados.